# Smultrontapetserarbi
Smultrontapetserarbi (Megachile alpicola) är en biart som beskrevs av Johann Dietrich Alfken 1924. Den ingår i släktet tapetserarbin och familjen buksamlarbin. Inga underarter finns listade i Catalogue of Life.

## Beskrivning
Smultrontapetbiet är ett bi med svart grundfärg och riklig behåring. Pälsen på huvudets och mellankroppens ovansidor är mörkbrun till svart, medan sidorna har lång, ljusgrå till ljusbeige päls. Tergit 1 och 2 har samma ljusa päls, medan tergit 3 till 6 har korta, mörka hår. I bakkanten på tergiterna 2 till 5 har arten smala, vita hårband. Benens yttre segment är vanligen rödbruna. Honan har en tvåfärgad hårborste för polleninsamling på bakkroppens undersida. Bortsett från den påminner hanen om honan, men hans behåring är glesare och längre. Arten är liten för att vara ett tapetserarbi, med en längd på 8 till 10 mm.

## Ekologi
Habitatet utgörs av glesbevuxna skogsbiotoper, som skogsvägar, skogsbryn och -gläntor samt kalhyggen. Arten kan även förekomma i berg, i Alperna kan den gå upp till 2 000 meter.
Smultrontapetserarbiet är polylektiskt, det flyger till flera olika växtfamiljer, främst korgblommiga växter och ärtväxter. Arten flyger mellan slutet av maj till juli månad ut. I vissa områden, bland annat södra Sverige, kan den ibland få en andra generation som flyger under augusti och september.
Arten är ett solitärt bi, det vill säga att det inte bildar samhällen. Honan bygger vanligen boet i dött trä som gamla stubbar och grenar, i övergivna skalbaggsgångar och ihåliga växtstänglar. Hon kan också bygga bon i människotillverkade föremål, som träbitar med borrhål eller i bihotell. Larvcellerna tapetseras med bladbitar som honan skär ut med hjälp av sina käkar. Bladstyckena används även, söndertuggade, som en propp för boet. De hämtas vanligen från smultron, därav det svenska trivialnamnet. Det händer att boet angrips av boparasiten smalkägelbi, vars larv lever av den insamlade näringen (pollen), efter det att värdägget ätits upp eller värdlarven dödats.

## Utbredning
Smultrontapetbiet finns i Europa från Frankrike österut till södra Ryssland och Centralasien, norrut till Skandinavien och söderut till Italien och Balkan (men inte Iberiska halvön).
I Sverige förekommer arten i Götaland, Svealand och längs Norrlandskusten.
I Finland finns arten från sydkusten (inklusive Åland) norrut till mellersta delarna av landet (Österbotten, Mellersta Finland och Norra Savolax) med enstaka fynd längre norrut (Norra Österbotten 2008, södra Lappland 2022, Norra Savolax 2023).
Arten är klassificerad som livskraftig i både Sverige och Finland. Den betraktas dock som dåligt studerad av IUCN, som klassificerat den under kunskapsbrist ("DD").